# الاختفاء القسري في العراق
في القانون الدولي لحقوق الإنسان، يحدث الاختفاء القسري عندما يتم اختطاف شخص ما أو سجنه من قبل دولة أو منظمة سياسية أو من قبل طرف ثالث بتفويض أو دعم أو موافقة من دولة أو منظمة سياسية، يتبعه من خلال رفض الاعتراف بمصير الشخص ومكان وجوده، بقصد وضع الضحية خارج نطاق حماية القانون.
في كثير من الأحيان، يعني الاختفاء القسري القتل. ويتم اختطاف الضحية في مثل هذه الحالة واحتجازها بصورة غير قانونية وتعرضها للتعذيب في كثير من الأحيان أثناء التحقيق، وتُقتَل مع إخفاء الجثة. عادة، يكون القتل سرياً، مع التخلص من الجثة حتى يختفي الشخص القاتل. بهذه الحالة يمتلك الطرف الذي ارتكب جريمة القتل قدرًا من الإنكار المعقول، حيث لا يستطيع أحد تقديم أدلة على وفاة الضحية.

## حالات الاختفاء القسري في العراق
| § | مصيرهم مجهول حتى الآن |

| الاسم                   | تاريخ الاختفاء | المدة                        | مكان الاختفاء       | ملاحظة |
| ----------------------- | -------------- | ---------------------------- | ------------------- | --- |
| ستار جابر ناصر          | 1978           | 1978                         | بغداد               | كاتب وروائي، تم اختطافه عام 1978 ولم يعثر عليه حتى الآن. |
| جلال الشحماني           | 22 سبتمبر 2015 | 9 سنواتٍ و9 أشهرٍ و15 يومًا     | الوزيرية، بغداد     | ناشط مدني، وهو أحد وجوه تظاهرات صيف 2015 في بغداد. تم اختطافه بعدما حاصره ملثمون بسيارتي دفع رباعي يرتدون زيًا عسكريًا بمنطقة الوزيرية. مفقود حتى الآن. |
| واعي المنصوري           | 22 سبتمبر 2015 | 9 سنواتٍ و9 أشهرٍ و15 يومًا     | قضاء الهاشمية، بابل | محامي وصحفي ورئيس المركز الاستشاري لحقوق الإنسان، اختفى المنصوري بالتزامن مع موجة الاحتجاجات في محافظة بابل. مفقود حتى الآن. |
| علي الذبحاوي            | 26 أغسطس 2016  | 12 يومًا                      | النجف               | ناشط مدني، تم اختطافه من قبل مجهولين وأطلق سراحه بعد مضي 12 يومًا وقد تعرض للتعذيب الجسدي. وقال الذبحاوى إن الجهة المختطفة هى جهة مجهولة ولكن السيارة خاصة بالدولة. |
| أفراح شوقي              | 26 ديسمبر 2016 | 8 أيامٍ                       | السيدية، بغداد      | صحفية، تم اختطافها من منزلها واطلق سراحها بعد مضي 8 أيام. |
| فرج البدري              | 8 مايو 2018    | 7 سنواتٍ وشهرًا واحدًا و29 يومًا | سوق الشيوخ، ذي قار  | معلم وناشط مدني، اختفى البدري في ظروف غامضة خلال توجهه إلى المدرسة في قضاء سوق الشيوخ. مفقود حتى الآن. |
| علي جاسب حطاب           | 8 أكتوبر 2019  | 5 سنواتٍ و8 أشهرٍ و29 يومًا     | العمارة             | محامي وناشط في المظاهرات، تم اختطافه من قبل ملثمين مجهولين بعد استدراجه من قبل امرأة. مفقود حتى الآن. |
| صبا المهداوي            | 3 نوفمبر 2019  | 10 أيامٍ                      | البياع، بغداد       | طبيبة وناشطة في المظاهرات، تم اختطافها اثناء عودتها من ساحة التحرير إلى منزلها واطلق سراحها بعد مضي 10 أيامٍ دون أن تعطي تفاصيل أكثر. |
| ماري محمد               | 8 نوفمبر 2019  | 11 يومًا                      | بغداد               | ناشطة في المظاهرات، تم اختطافها اثناء عودتها من ساحة التحرير إلى منزلها واطلق سراحها بعد مضي 11 أيامٍ. |
| زيد محمد الخفاجي        | 6 ديسمبر 2019  | 6 أيامٍ                       | حي القاهرة، بغداد   | مصور وناشط في المظاهرات، تم اختطافه اثناء عودته من ساحة التحرير إلى منزله في حي القاهرة من قبل مجهولون يستقلون سيارة سبورتج حكومية سوداء وبدون ارقام. اطلق سراحه بعد 6 أيامٍ. |
| سلمان خير الله المنصوري | 11 ديسمبر 2019 | 6 أيامٍ                       | الكاظمية، بغداد     | ناشط مدني وفي المظاهرات تم اختطافه مع زميله عمر العامري في الكاظمية اثناء شرائهم لخيم لساحة التحرير. اطلق سراحه بعد 6 أيامٍ. |
| عمر كاظم العامري        | 11 ديسمبر 2019 | 6 أيامٍ                       | الكاظمية، بغداد     | ناشط مدني وفي المظاهرات تم اختطافه مع زميله سلمان المنصوري في الكاظمية اثناء شرائهم لخيم لساحة التحرير. اطلق سراحه بعد 6 أيامٍ. |
| مازن لطيف               | 1 فبراير 2020  | 5 سنواتٍ و5 أشهرٍ و6 أيامٍ      | بغداد               | صحفي وناشر، اختطف اثناء عودته لبيته من مكان عمله في شارع المتنبي وسط بغداد. قبل اختطافه نشر عده ابحاث وكتب حول تاريخ اليهود في العراق. مكان وجوده ومصيره لا يزالا مجهولين. |
| توفيق التميمي           | 9 مارس 2020    | 5 سنواتٍ و3 أشهرٍ و28 يومًا     | حي أور، بغداد       | صحفي وباحث، يعمل في جريدة الصباح، اختطف في حي أور شرق بغداد أثناء ذهابه إلى العمل بعد ان نشر على صفحته على فيس بوك صورة لنفسه مع مازن لطيف، ناشر وكاتب كان قد اختفى في 1 فبراير 2020 ودعا إلى إطلاق سراحه. كما أعرب التميمي عن دعمه للاحتجاجات العراقية على فيس بوك، وقبل اختطافه بقليل، انتقد سوء الإدارة الاقتصادية للحكومة. مكان وجوده ومصيره لا يزالا مجهولين. |